# Гернот Пфандлер
Ґернот Пфандлер (нім. Gernot Pfandler, 1970) — австрійський дипломат. Надзвичайний і Повноважний Посол Австрії в Україні (2019—2022).

## Життєпис
Гернот Пфандлер виріс в Грос-Герунгсі, але переїхав у 15-річному віці разом із батьками до Ґмюнда де закінчив середню школу з відзнакою. У Віденському університеті він вивчав німецьку, чеську та історію (гуманітарний факультет), одночасно закінчив Дипломатичну академію у Відні. Проходив військову службу в австрійській армії.
Після закінчення навчання Гернот Пфандлер, свій перший зарубіжний досвід здобув, навчаючись у Празі в Карловому університеті та будучи викладачем у Будапештському університеті (1998—2000).
У 2001—2003 рр. — на дипломатичні службі, працював у МЗС Австрії в юридичному та консульському відділах, відділі Східної Європи, Західних Балкан, департаменті політики безпеки.
У 2003 році — аташе в кабінеті Верховного представника з питань закордонних справ та політики безпеки ЄС («політичний підрозділ») Генерального секретаріату Ради Європейського Союзу.
У 2006 році — Голова Комітету з питань Західних Балкан Європейського Союзу, під час Австрійського головування в Раді Європейського Союзу.
У 2004—2007 рр. — представник у Комітеті Західних Балкан Представництва Австрії в ЄС в Брюсселі. У 2004 році був тимчасовим повіреним у справах Австрії у Європейському Союзі.
У 2007—2008 рр. — голова департаменту, тимчасовий повірений у справах Австрії в Косово.
У 2008—2010 рр. — заступник, голова кабінету, Управління Верховного представника в Боснії та Герцеговині (OHR)
У 2010—2015 рр. — керував координацією Спільної зовнішньої та безпекової політики ЄС у Федеральному міністерстві з питань Європи, інтеграції та закордонних справ (BMEIA)
У 2015—2019 рр. — Надзвичайний та Повноважний Посол Австрії у Косові.
З 2019 — Надзвичайний і Повноважний Посол Австрії в Україні.
21 серпня 2019 року — вручив копії вірчих грамот заступнику міністра закордонних справ України Олені Зеркаль
|  | Я завжди вважав контакт з іншими країнами та культурами дуже хвилюючим і збагачуючим, і, звичайно, моя робота в Міністерстві закордонних справ дає мені велику кількість можливостей для розвитку, – Ґернот Пфандлер |

.
|  | Спільна історико-культурна спадщина України та Австрії, прагнення до поглиблення економічного та інвестиційного співробітництва значною мірою об'єднують інтереси наших держав, – Ґернот Пфандлер |

11 вересня 2019 року — вручив вірчі грамоти Президенту України Володимиру Зеленському.